# Afrikanische Waxprints

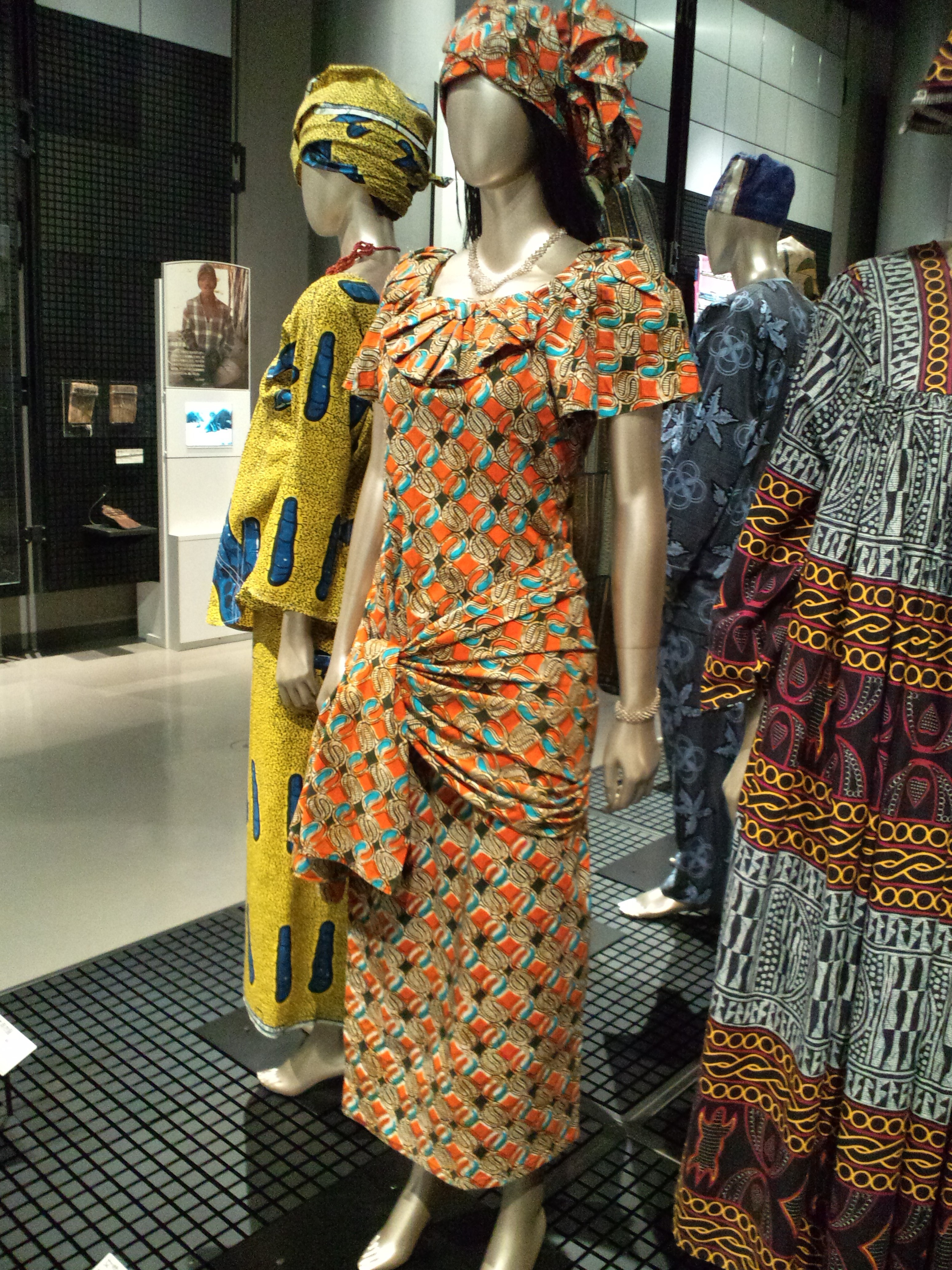
Kleider aus Afrikanischen Waxprintstoffen, aus Dakar, Senegal, 2000

Afrikanische Waxprints, auch Waxstoffe, Ankara oder Dutch Wax genannt, sind Baumwollstoffe mit in Batik hergestellten Mustern, die insbesondere in Westafrika und der afrikanischen Diaspora zur Herstellung von Kleidung verwendet werden. Bedruckte Textilien, die Waxprints imitieren, werden Fancystoffe genannt.

## Beschreibung
Afrikanische Waxprints bestehen aus Baumwollstoffen in Leinwandbindung, verziert mit markanten Mustern. Bis in die 1970er Jahre hinein wurden diese mit der Reservefärbetechnik Batik ausschließlich im Indigo-Färbebad hergestellt. Dazu wurde zuvor per Hand oder maschinell eine farbabweisende Paste aus Wachs, Harz oder Stärke ein Muster aufgezeichnet oder aufgestempelt. Auf diese Weise waren die so bearbeiteten Stoffteile im Färbebad geschützt. Nach dem Auswaschen und Entfernen des Reservematerials wies das Textil ein blaues Muster auf einem weißen Hintergrund auf. In Batik hergestellte Textilien sind daran zu erkennen, dass sich die Farbintensität auf der Vorder- und Rückseite nicht unterscheidet.

## Herstellung

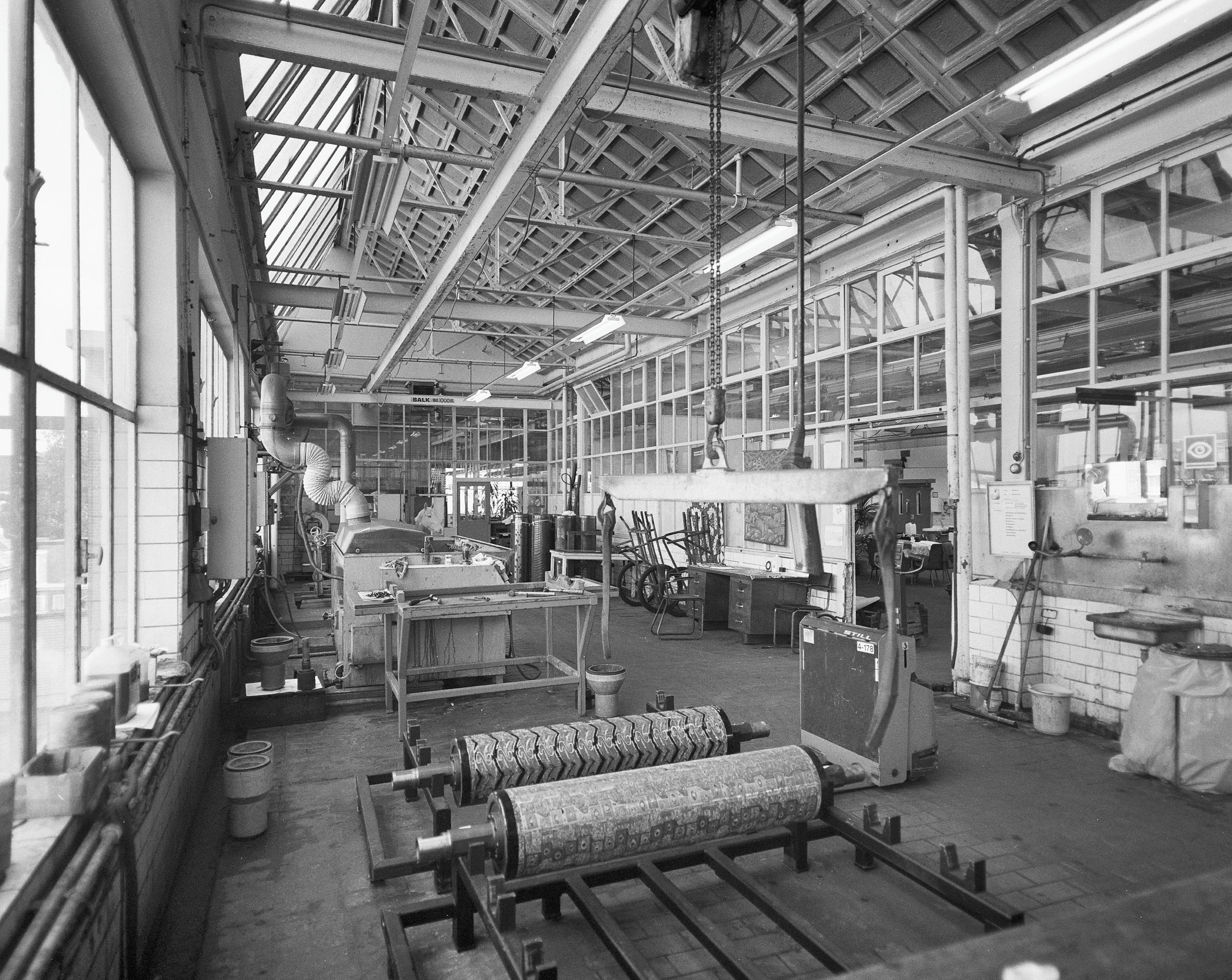
Blick in eine Fertigungshalle der Firma Vlisco mit den Druckwalzen, 2000

Die heute überwiegend angewandte Technik der Applikation beruht auf einer Doppel-Walzen-Technik. Das Wachs wird durch Harz oder Kleister ersetzt und es sind zahlreiche verschiedene Farbstoffe im Einsatz. Zum Schutz der Designs sind auf der Webkante der Produzent, die Produktbezeichnung und die Registrierungsnummer des Designs aufgedruckt.

## Verwendung
In Westafrika werden Waxprints üblicherweise in 12 yards „full piece“ oder 6 yards „half piece“ verkauft. Die Farben richten sich nach den lokalen Vorlieben der Kundschaft. Waxprints werden im Alltag als Wickelröcke bzw. -kleider in Form des Wrapper bzw. Pagne getragen, finden aber auch in der Schneiderei von individueller Kleidung für festliche Anlässe, z. B. Korité oder Tabaski, Verwendung.

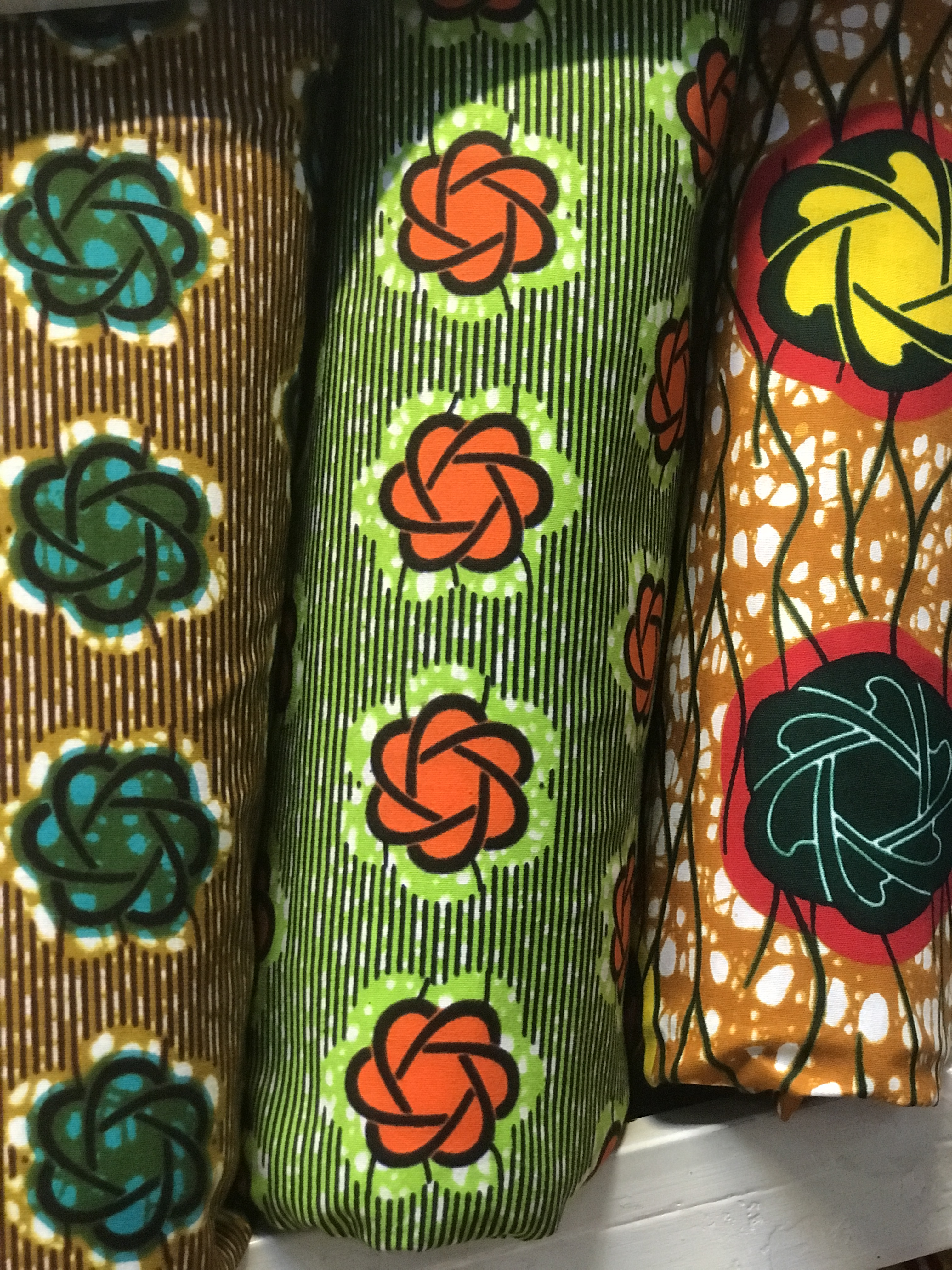
Waxprintstoffe namens Obaapa („Gute Ehefrau“)

In weiten Teilen Westafrikas dienen Waxprints als Statussymbole, beispielsweise bei einer Heirat. In Nigeria, besonders unter Igbo, sind klassische Designs der niederländischen Firma Vlisco fester Bestandteil einer jeden Aussteuer. Muster, Farbe und Qualität der ausgewählten Stoffe, sowie die Komplexität der Fertigung eines Kleidungsstücks gelten als Ausweis des Geschmacks und sozialen Status der sie tragenden Person.
Vor allem in der Modemetropole Dakar wird der Einsatz der „typisch afrikanischen“, jedoch importierten, Waxprints – ebenso wie der bazin riche genannten Damaste – von jungen Designern kritisch gesehen. Diese Generation arbeitet lieber mit Denim, den sie mit selbst entworfenen und produzierten Batikmustern und anderen lokalen Textilien kombiniert. Moderne Interpretationen von Waxprints finden sich u. a. in den Kollektionen von Selly Raby Kane.
Uhuru Kenyatta warb als Präsident von Kenia aktiv für das tragen einheimischer Stoffe. Insbesondere erregte er damit Aufsehen, dass er bei offiziellen Anlässen Herrenhemden in westlichen Schnitten trug, die aus auffälligen Waxdrucken hergestellt wurden.

## Geschichte
Im späten 16. Jahrhundert brachten niederländische Händler der Ostindien-Kompagnie die javanesische Textilfärbetechnik Batik nach Europa. Niederländische Textilfabrikanten wie Jean Baptiste Theodore Prévinaire und Pieter Fentener van Vlissingen (heute Vlisco) hatten dadurch spätestens ab den 1850er Jahren Zugriff auf Batiken. Prévinaire wandelte 1852 die Perrotine (eine Textildruckmaschine, die von dem Franzosen Louis-Jerôme Perrot 1835 erfunden worden war) zur Wachsdruckmaschine um und nannte sie La Javanaise. Der Druckvorgang der Perrotine basierte auf der Technik von Holzdruckstempeln, wie sie auch in der manuellen Fertigung verwendet wurden. Die Hersteller kopierten die Muster aus Java und stellten sie nun mithilfe der neuen Maschinen industriell her, um die gemusterten Baumwollstoffe in der Kolonie Niederländisch-Indien zu vermarkten. Dieser Versuch scheiterte, da die Indonesier ihre eigene traditionelle Handarbeit dem Massenprodukt vorzogen.

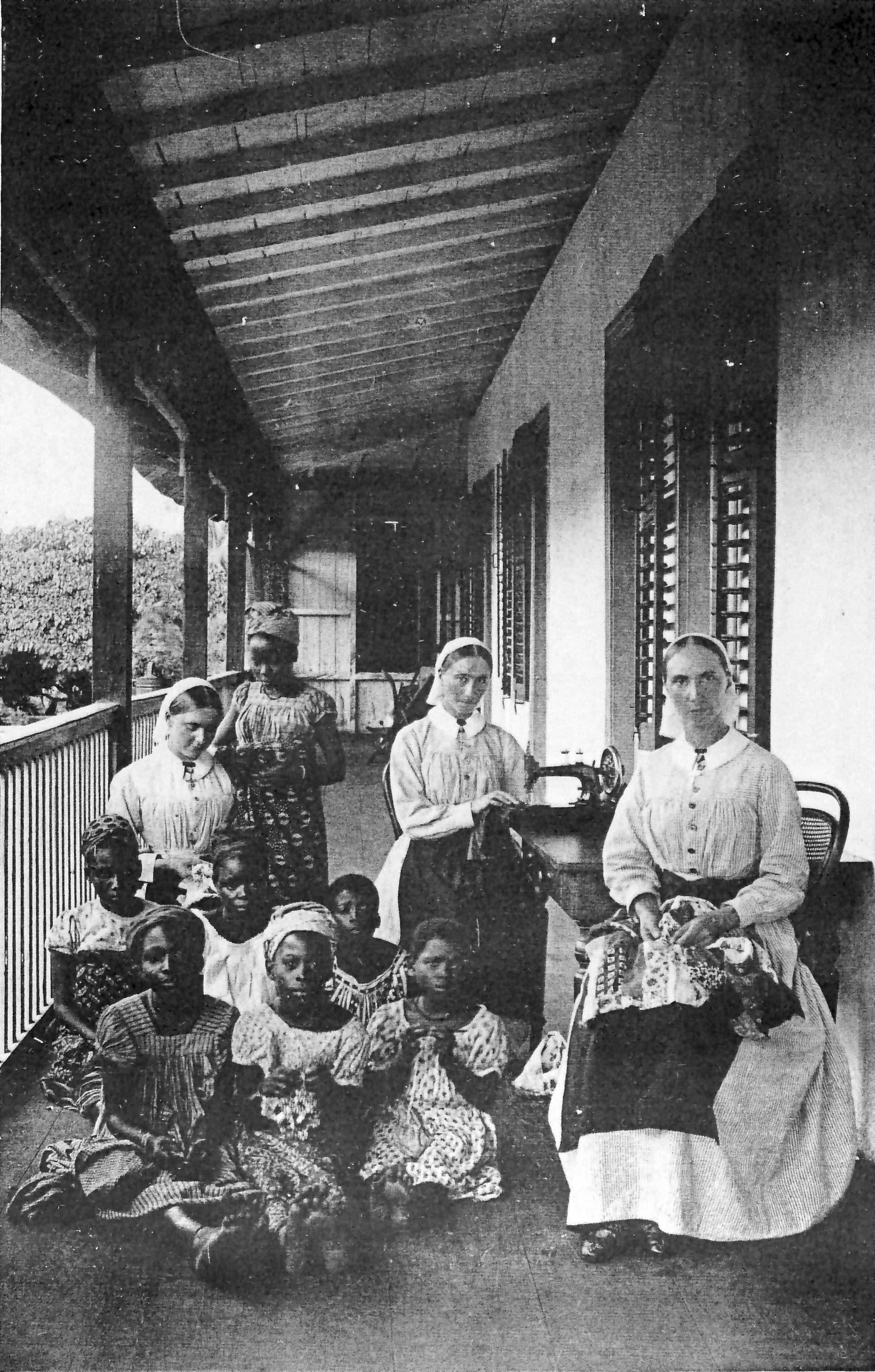
Kinder im Diakonissenhaus in Keta tragen Waxprints, 1892/1893

Ab den 1880er Jahren fanden niederländische und schottische Händler jedoch an der westafrikanischen Goldküste (Ghana), wo sie Handelsniederlassungen hatten, einen neuen Absatzmarkt. Am Anlaufhafen Elmina bestand eine große Nachfrage nach den bunt gemusterten Stoffen. Der Bedarf entstand, so wird angenommen, durch die Belanda Hitam, die zwischen 1831 und 1872 für die Koninklijk Nederlandsch-Indisch Leger in Indonesien gedient hatten und bei ihrer Heimkehr Batiken aus Java an der Goldküste einführten. Dieser Erfolg führte dazu, dass neben den in Westafrika entstehenden Waxprint-Fabriken auch schottische, britische und schweizerische Fabrikanten begannen, Waxprints für den westafrikanischen Markt zu produzieren, beispielsweise die Firma ABC in Manchester seit 1908. Das Handelsmonopol für diese Stoffe hielten vom 19. Jahrhundert bis in die 1990er Jahre togolesische Textilhändlerinnen, Nana-Benz genannt.
Als weiterer Faktor der Verbreitung von Waxstoffen in Westafrika wird der Kontakt niederländischer Händler mit Missionsstationen an der Goldküste angenommen, durch die die Händler verlässliche und somit wertvolle Nachrichten über das Kleidungsverhalten und die Vorlieben der örtlichen Bevölkerung für bestimmte Stoffmuster erhielten.
Europäische Hersteller passten ihre Motive nun zunehmend dem Geschmack der westafrikanischen Kundschaft an: Während anfangs die Muster aus Blumen und Tiere bestanden, die man für universell hielt, näherten sich die Hersteller ab der Mitte des 20. Jahrhunderts in ihren Entwürfen den Motiven traditioneller afrikanischer Textilien an. In den 1920er Jahren entstanden erstmals Waxprints mit Porträts lokaler Chiefs, ab den 1950er Jahren verbreiteten sich die Köpfe afrikanischer Politiker als Motive.

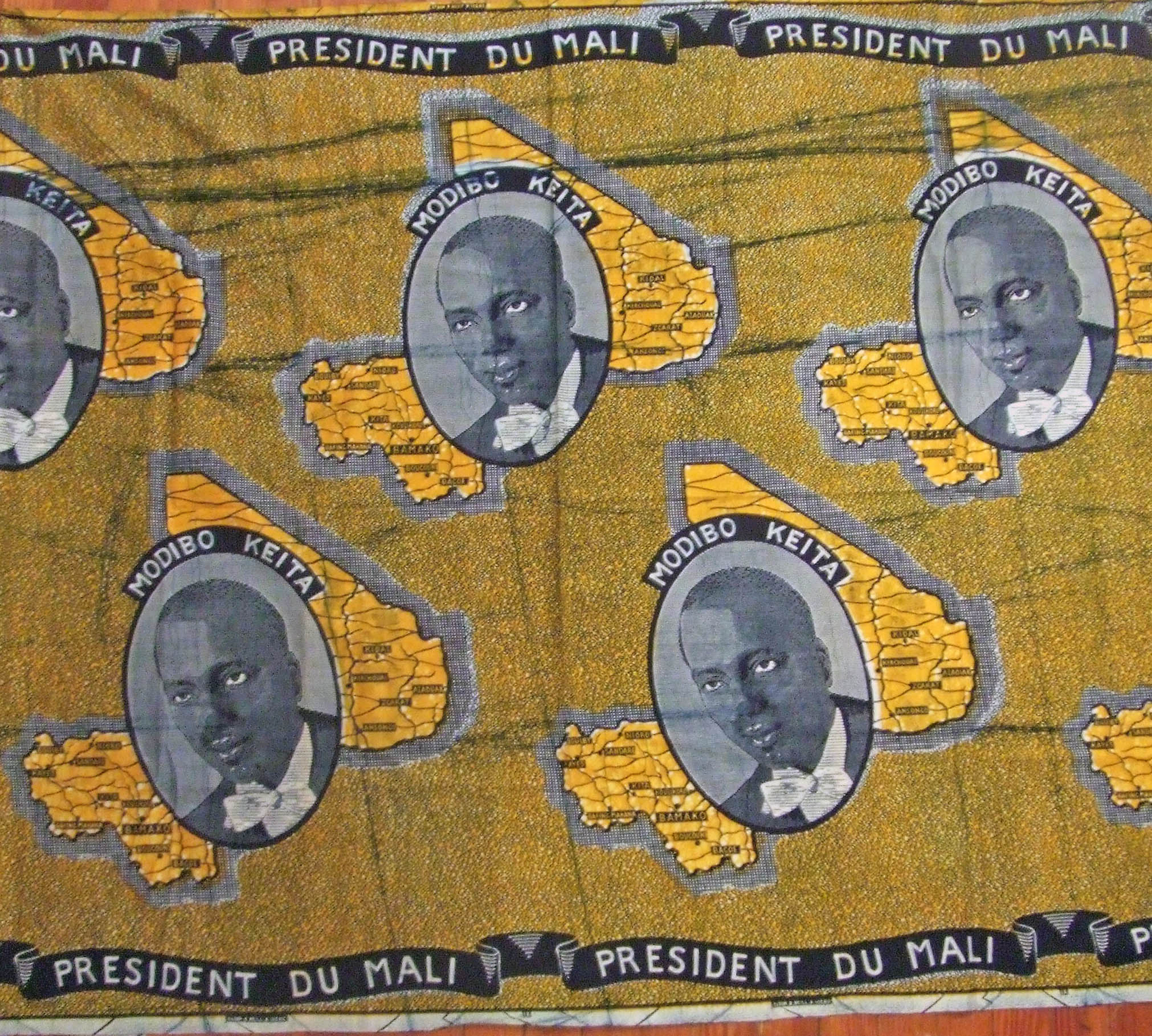
Malischer Waxprint aus den 1960er Jahren mit einem Porträt von Modibo Keita, 2009

Seit den 1940er Jahren sind die Waxprints der Firma Vlisco am begehrtesten, gefolgt von Fabrikaten der Firma ABC. In den 1960er Jahren etablierten die postkolonialen westafrikanischen Staaten eigene Textilindustrien und bewarben die „afrikanischen“ Waxprints als Teil ihrer neuen nationalen Identitäten. So verbreiteten sich zunehmend ivorische, ghanaische und nigerianische Waxprints, beispielsweise der Firma Woodin (heute zu Vlisco). Als die United Africa Company, die wichtigste Reederei für den Waxprinthandel, in den 1980er Jahren ihren Betrieb einstellte, übernahm Vlisco die Distribution und strukturierte sie neu. Vlisco führte Waxprints nun nicht mehr nur über Lomé ein, sondern auch über Cotonou, Tema und Abidjan, sie lösten damit auch das Handelsmonopol der Nana-Benz auf. Das in Hongkong ansässige Unternehmen Cha-Chi Ming, das seit den späten 1960er Jahren Waxprints in Nigeria (Nichemtex) und Ghana (ATL) produzierte, kaufte zu dieser Zeit ABC auf. Dessen Umsiedlung nach Ghana sollte die Waxprints konkurrenzfähig zu den preiswerten Fancystoffen aus China machen. Ab den 1990er Jahren wurden Waxprints auch in Ostafrika beliebt, Kitenge wurden zunehmend mit westafrikanisch inspirierten Mustern hergestellt. In Tansania werden Waxprints „real waxes“ genannt, Fancy prints heißen dort „false waxes“.

### Fancystoffe als Variante
Seit den 1940er Jahren imitierten europäische Textilfabrikanten Waxprints mithilfe von industriellen Roll- und Siebdruckverfahren, um so mit ihrer Produktion die afrikanischen Absatzmärkte zu erreichen. Diese sogenannten Fancystoffe wurden auch als imiwax, Java print, roller print, le fancy oder le légos bezeichnet. Im Vergleich zu Waxprints erheblich preiswerter, stieg ihre Popularität seit den 1940er Jahren, insbesondere in ärmeren Bevölkerungsschichten Westafrikas, kontinuierlich an. Seit den 1990er Jahren wurden Fancystoffe überwiegend in China produziert. In den späten 2000er Jahren kam das Gros der Produktion aus rund 30 chinesische Textilfabriken, so etwa in Ghana 100 von 130 Millionen Yards im Jahr 2017. Mit Kopien der angesehenen niederländischen Muster drängten sie auf den westafrikanischen Markt; mehrere alteingesessene Waxprint-Fabriken in Nigeria, Ghana und der Elfenbeinküste mussten daraufhin schließen.
Fancystoffe sind farbintensiver und farbenreicher als Waxstoffe, jedoch mit geringerer Materialqualität. Sie imitieren nicht nur Waxprints, sondern auch andere lokale Textilien wie Kente, das senegalesische séru ràbbal und das malische mudcloth. Sie sind daran zu erkennen, dass sie nur auf einer Seite Farbe tragen. Während die frühen chinesischen Fancystoffe auch die Waxprint-Labels auf den Webkanten kopierten, werden seit den 2000er Jahren die Fancystoffe unter eigenen Marken und Produktbezeichnungen vermarktet. Bekannt sind insbesondere die Marken Hitarget, Pheonix, Auden und Binta Wax.

## Kritik
In den 2010er Jahren entwickelte sich eine öffentliche Debatte um die Authentizität der Waxprints als „echt afrikanisch“. So machte etwa die ghanaische Unternehmerin Dziffa Ametrum darauf aufmerksam, dass die in der afrikanischen Diaspora als „afrikanische Drucke“ verkauften Textilien überwiegend in China produziert würden keinerlei Verbindung zu Afrika hätten und die lokale Wirtschaft zerstörten. Kritiker äußerten Bedenken, dass Waxprints ein altmodisches Bild Afrikas repetieren würden, das afrikanische Kultur allein als Appropriation kolonialer Einflüsse darstelle. Der Mitgründer der E-Commerce-Plattform Afrikrea, Moulaye Taboure, argumentierte hingegen, dass Waxprints trotz ihrer indonesisch-niederländischen Herkunft integraler Teil der Symbolik, der Geschichte und der Wirtschaft Afrikas seien.
Es besteht daher keine genaue Definition, welche Waxprints als authentisch betrachtet werden.

## In der Kunst

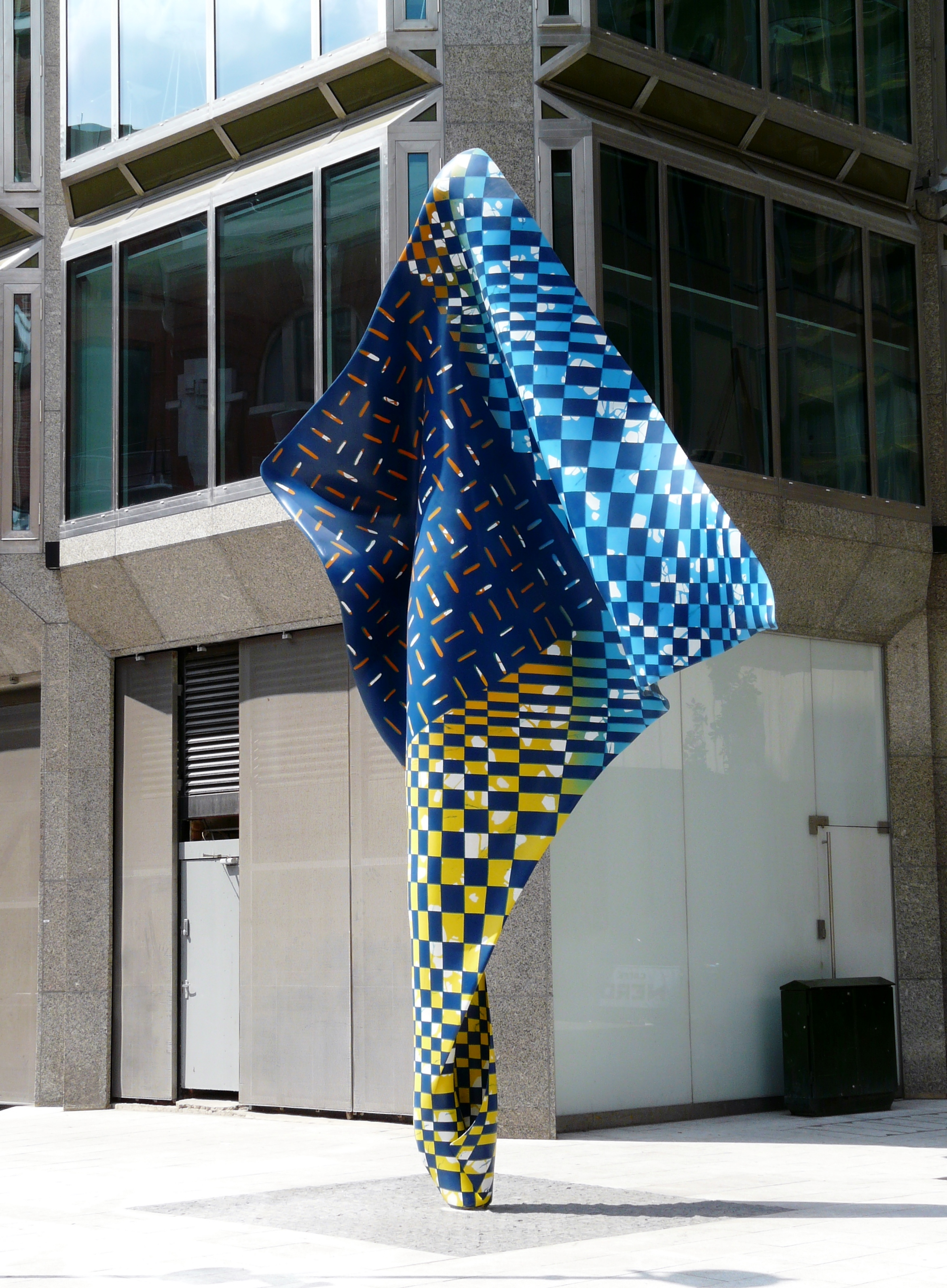
Wind Sculpture von Yinka Shonibare

1990 realisierte der guineische Regisseur und Choreograf Souleymane Koly (1944–2014) das wegweisende Stück Tous unis dans nos wax, in dem es um das Arbeitsloswerden der Mitarbeiter einer schließenden Waxprint-Fabrik in Abidjan geht.
Im Werk des britisch-nigerianischen Künstlers Yinka Shonibare nehmen Waxprints als künstlerisches Material eine zentrale Rolle ein. Indem er unter anderem Figurengruppen aus Werken europäischer Künstler wie Thomas Gainsborough in Kleidung aus Waxprints reinszeniert, setzt er sich kritisch mit dem Kolonialismus und viktorianischen Werten auseinander.